# 馬里岡縣
馬里岡縣（Morigaon district）是印度的一個縣，位於該國東北部，由阿薩姆邦負責管轄，面積1,704平方公里，居民識字率近七成，2011年人口957,853，人口密度每平方公里562人。

## 外部連結
- District Administration website

26°15′00″N 92°20′24″E / 26.25000°N 92.34000°E